# Steven Coppola
Steven Coppola, född den 22 maj 1984 i Buffalo i New York, är en amerikansk roddare.
Han tog OS-brons i åtta med styrman i samband med de olympiska roddtävlingarna 2008 i Peking.